# Leroy Fer
Leroy Johan Fer (* 5. Januar 1990 in Zoetermeer, Niederlande) ist ein niederländischer Fußballspieler.

## Karriere

### Verein
Leroy Fers Eltern stammen von den Niederländischen Antillen, ein Großvater war Surinamer. In seiner Geburtsstadt Zoetermeer begann Fer beim örtlichen Verein DWO mit dem Fußballspiel. Noch in der E1-Jugend wechselte er zu Feyenoord, wo er neben dem Fußball seine Schulausbildung beendete. Schon als A-Jugendlicher wechselte er in die zweite Mannschaft der Rotterdamer. Der kräftige Spieler – bei 1,88 Meter Körpergröße wog er mit 20 Jahren 85 Kilogramm – gilt als dynamisch und kopfballstark.
Feyenoord-Trainer Bert van Marwijk holte den 17-Jährigen Ende 2007 in die erste Elf, als sein Team aufgrund mehrerer Verletzungsausfälle dezimiert war. Am 2. Dezember 2007 debütierte Leroy Fer in der Eredivisie. Im Heimspiel gegen Heracles Almelo wechselte van Marwijk ihn fünf Minuten vor Schluss der Partie für Nuri Şahin ein, als der Endstand von 6:0 bereits feststand. Auch beim 0:0 in Venlo in der folgenden Woche kam Fer für Şahin ins Spiel und durfte diesmal länger als eine halbe Stunde mittun. Am 3. Februar 2008 stand er in Amsterdam gegen den AFC Ajax erstmals in der Startformation. Insgesamt kam er in der Saison 2007/08 noch auf 13 Ligaeinsätze als rechter Verteidiger und im Mittelfeld; dabei erzielte er am 30. März 2008 im Auswärtsspiel bei NAC Breda sein erstes Ligator. Trotz seines Führungstreffers verlor Feyenoord 1:3. Im Pokalfinale 2008 besiegte Rotterdam im eigenen Stadion Roda Kerkrade mit 2:0; Fer kam 18 Minuten vor Schluss erneut für Şahin in die Partie.
In der Saison 2008/09 avancierte Fer zum Stammspieler und erzielte in 32 Ligaspielen sechs Treffer. Meist spielte er offensiv rechts neben Jon Dahl Tomasson oder zentral als dessen Ersatzmann. In dieser Spielzeit kam er auch zu seinen ersten internationalen Erfahrungen im Verein. Im UEFA-Pokal stand er in der ersten Runde in beiden Spielen gegen Kalmar FF in der Anfangsformation der Rotterdamer. Der 0:1-Niederlage in de Kuip folgte ein 2:1-Auswärtssieg. Den entscheidenden Treffer erzielte Fer mit einem Kopfball in der 51. Minute. Unter dem neuen Trainer Mario Been wechselte Fer in der Spielzeit 2009/10 ins defensive linke Mittelfeld auf die Position, die in der Vorsaison meist Giovanni van Bronckhorst eingenommen hatte, der dafür auf die Position des linken Verteidigers zurückrückte. In 31 Ehrendivisionsspielen – einem weniger als die beiden Innenverteidiger André Bahia und Ron Vlaar und ebenso vielen wie sein Altersgenosse Georginio Wijnaldum – kam er in dieser Saison auf zwei Tore.
In der Saison 2010/11 war Fer Vertreter von Mannschaftskapitän Ron Vlaar. Insgesamt absolvierte er bis August 2011 für Feyenoord 103 Ligaspiele, in denen er 14 Tore erzielte. Zum Ende der Sommertransferperiode wechselte Fer zum Ligakonkurrenten FC Twente nach Enschede, bei dem er einen Dreijahresvertrag unterschrieb.
Am 13. Juli 2013 wurde bekanntgegeben, dass Leroy ab der Saison 2013/2014 bei Norwich City unter Vertrag stehen werde. Nach einer Saison bei Norwich wechselte er im August 2014 zu Liga-Konkurrent QPR und unterschrieb einen Vertrag über drei Jahre. 10 Millionen ließen sich die Londoner die Dienste des Flügelspielers kosten, der in Zukunft die Nummer 10 tragen wird.

### Nationalmannschaft
Mit der niederländischen U-17-Auswahl nahm Leroy Fer 2007 an der U-17-Fußball-Europameisterschaft 2007 in Belgien teil. Noch im selben Jahr spielte er in der U-19-Nationalmannschaft. Im Frühjahr 2009 berief ihn Johan Neeskens in die kurzlebige B-Nationalmannschaft und setzte ihn als Auswechselspieler beim 0:0 gegen Italiens U-21-Team ein.
Nach der Weltmeisterschaft 2010 berief Bondscoach Bert van Marwijk Fer für das Match in Donezk am 11. August 2010 gegen die Ukraine erstmals in den Kader der A-Nationalmannschaft. Da das Spiel zeitnah am WM-Finale war, hatte van Marwijk auf die bei der WM eingesetzten Spieler verzichtet. In der 63. Minute gab er sein Debüt in Oranje, als er beim 1:1-Unentschieden für Siem de Jong eingewechselt wurde.

## Erfolge
- KNVB-Pokal: 2008 mit Feyenoord